# Feria (Spagna)
Feria è un comune spagnolo di 1 398 abitanti situato nella comunità autonoma dell'Estremadura.